# Onjon
Onjon település Franciaországban, Aube megyében. Lakosainak száma 260 fő (2022. január 1.). Onjon Val-d’Auzon, Bouy-Luxembourg, Charmont-sous-Barbuise, Longsols, Luyères, Piney és Rouilly-Sacey községekkel határos.

## Népesség
A település népességének változása:
| Lakosok száma | 284  | 228  | 232  | 244  | 250  | 250  | 250  | 258  | 265  | 260  |
|               | 1968 | 1982 | 1990 | 2006 | 2013 | 2015 | 2017 | 2019 | 2020 | 2022 |